# 趙振江
趙振江（1940年2月—），北京順義牛欄山人，中國西班牙語、葡萄牙語文學研究者、翻譯者，中國共產黨員，段若川的丈夫，2005年以教授的正高級職稱從北京大學西語系退休，現仍任博士生導師。中国作家协会对外文学交流委员会委员，中国外国文学学会理事，中国西班牙、葡萄牙、拉丁美洲文学研究会会长，孔子和平獎的發起人之一。
1959年考入北京大學西語系法語專業，1960年西班牙語專業開辦后與趙德明、段若川等調入，畢業后留校任教至今。

## 著作
- 《西班牙與西班牙語美洲詩歌導論》
- 《拉丁美洲文學史》（編寫近現代西班牙語詩歌章節，1989年初版，修訂版2001年，另3位作者趙德明、段若川、孫成敖）
- 《山岩上的肖像：聶鲁達的愛情·詩·革命》（與學生滕威合作）
- 《拉丁美洲文學大花園》（與學生滕威、胡續冬合作）

## 譯作
- 《红楼梦》（西文版）
- 《馬丁·菲耶羅》（阿根廷史詩，何塞·埃尔南德斯作）
- 《世界末日之戰（英语：The War of the End of the World）》（長篇小說，秘魯馬里奧·巴爾加斯·略薩著，與趙德明、段玉然合作翻譯）
- 《金雞》（電影劇本，墨西哥胡安·魯爾福原創，墨西哥卡洛斯·富恩特斯、哥倫比亞加西亞·馬爾克斯合作定稿）
- 《漫歌》（詩集，1971年諾貝爾文學獎獲得者巴勃羅·聶鲁達Canto General的第2個漢語譯本，與張廣森合作）
- 《太陽石》（詩集，1990年諾貝爾文學獎獲得者奧克塔維奧·帕斯作）

## 荣誉
智利-中国文化协会曾于1995年授予他鲁文·达里奥勋章，西班牙国王于1998年授予他伊莎贝尔女王勋章，阿根廷总统于1999年授予他骑士级五月勋章；智利总统于2004年授予他聂鲁达百年诞辰勋章。2004年，中华人民共和国人事部和教育部评他为全国模范教师。2022年获得中国翻译协会翻译文化终身成就奖。